# Cortina metálica

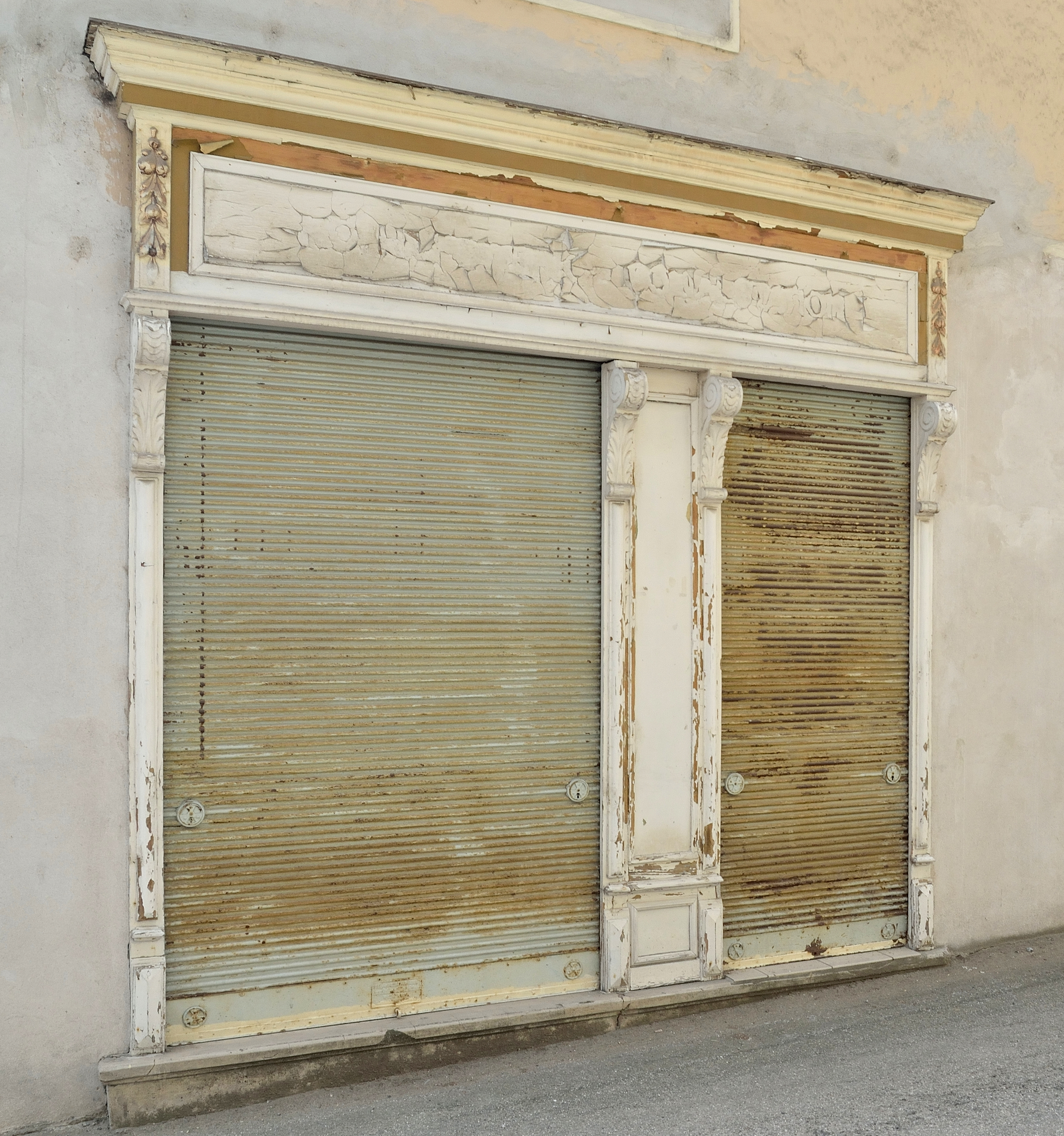
Cortina metálica en una tienda

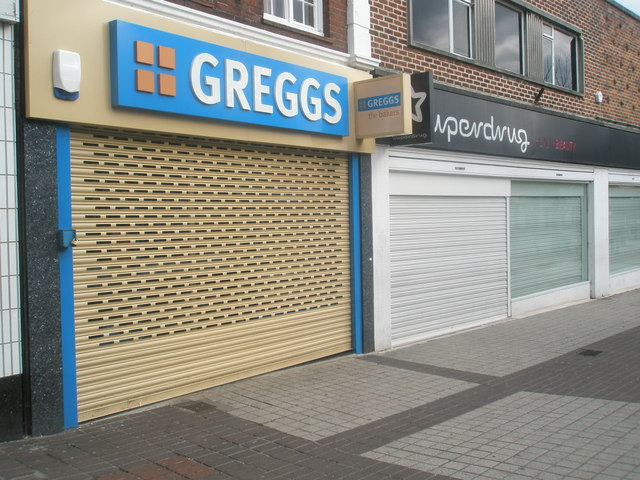
Persiana perforada en primer plano

Las cortinas metálicas o persianas metálicas son los elementos de seguridad más utilizados actualmente en el mercado para dar protección a locales de negocios o empresas que tengan acceso desde la calle. Las persianas metálicas, también conocidas como persianas metálicas enrollables, permiten proteger los recintos de robos, actos vandálicos y siniestros. Como su nombre indica, están fabricadas con placas de metal galvanizadas y emballetadas unas con otras. Existen distintos tipos de cortinas metálicas enrollables, como las siguientes: cortinas metálicas motorizadas y manuales, cortinas metálicas de tela lisa y microperforadas, cortinas metálicas con doble nervio y mallas americanas. 

## Tipos de cortinas metálicas
Según el tipo de tela, tenemos los siguientes tipos de cortinas metálicas: 
- Cortinas metálicas de tela lisa: son aquellas cortinas cuya tela está conformada por láminas o placas galvanizadas totalmente lisas.
- Cortinas metálicas de tela microperforada: son aquellas cortinas cuya tela está conformada por láminas o placas galvanizadas con perforaciones.
- Cortinas metálicas de tela doble nervio: son aquellas cortinas cuya tela está conformada por láminas o placas galvanizadas más resistentes.

Según el grado de automatización, tenemos las siguientes: 
- Cortinas metálicas motorizadas: son aquellas cortinas que se accionan con un motor eléctrico. Pueden ser de motor lateral o motor central.
- Cortinas metálicas manuales: son aquellas cortinas que solo se pueden accionar de manera manual.

## Componentes
Los principales componentes de las persianas metálicas son los siguientes: 
- Tela. Las telas están compuestas por placas o láminas galvanizadas embolletadas unas con otras y pueden ser de distintas clases: 
  - telas lisas
  - telas microperforadas
  - telas doble
- Motor. Las cortinas metálicas motorizadas pueden tener dos tipos de motores: motor central y motor lateral. También existen las cortinas sin motor o manuales.
- Eje. Corresponde a la estructura que afirma la tela de la cortina metálica, y además, permite instalar el motor. Va ubicada en la parte superior de la cortina metálica y la sostiene verticalmente.
- Zócalo. Corresponde al componente que va instalado al pie de la cortina metálica y permite darle un contrapeso. Además, los zócalos de canal tiene manillas que permiten levantar las cortinas manualmente.
- Taparrollo. Corresponde al componente que cubre el rollo de la cortina metálica.